# Coccophagus argiope
Coccophagus argiope är en stekelart som först beskrevs av Walker 1839.  Coccophagus argiope ingår i släktet Coccophagus och familjen växtlussteklar. Inga underarter finns listade i Catalogue of Life.